# 埃蒂丰
埃蒂丰（法語：Étueffont，法語發音：[etyfɔ̃]）是法国勃艮第-弗朗什-孔泰大区贝尔福地区省的一个市镇，位于该省北部，属于贝尔福区。

## 地理
埃蒂丰（47°43'8"N, 6°55'18"E）面积12.53 平方千米，位于法国勃艮第-弗朗什-孔泰大區贝尔福地区省，该省份为法国东北部内陆省份，东临上莱茵省，北起孚日省，西接上索恩省，南与杜省和瑞士接壤。
与埃蒂丰接壤的市镇（或旧市镇、城区）包括：拉马德莱娜-瓦勒德桑日、昂茹泰、格罗马尼、珀蒂马尼、鲁日蒙堡。

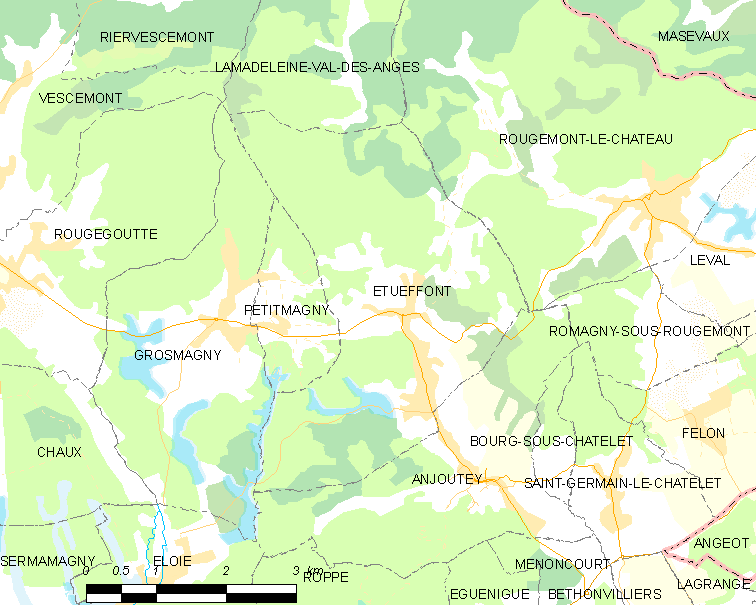
埃蒂丰的OSM定位图

埃蒂丰的时区为UTC+01:00、UTC+02:00（夏令时）。

## 行政
埃蒂丰的邮政编码为90170，INSEE市镇编码为90041。

## 政治
埃蒂丰所属的省级选区为日罗马尼县。

## 人口

1962-2008年间埃蒂丰人口变化图示

埃蒂丰于2022年1月1日时的人口数量为1395人。
埃蒂丰人口变化图示
| 数据来源：INSEE |